# Quadrattoise
Die Quadrattoise, auch Gevierttoise oder Toise carrée, war ein französisches Flächenmaß. Es ist die Fläche eines Quadrats mit der Kantenlänge einer Toise.
- 1 Quadrattoise = 36 Pariser Quadratfuß oder Geviertfuß = 0,0379 Ar = 3,7987425 Quadratmeter[1]
- 1 Quadrattoise = 36 Quadratfuß = 5184 Quadratzoll[2]